# Лорета Йънг
Лорета Йънг (на английски: Loretta Young, родена като Gretchen Young, Гретхен Йънг) е американска актриса. 

## Биография
През 1935 година тя има любовна връзка с Кларк Гейбъл, който е женен по това време. По време на връзката тя забременява. За да не повлияе на техните кариери, тя е принудена да си вземе ваканция и след завръщането да обяви, че е осиновила новородената си дъщеря. Детето е наречено Джуди Люис (по името на втория съпруг на Л. Йънг, Том Люис, радио продуцент).  Джуди Люис (родена под името Джудит Йънг; 1935 – 2011 г.) е американска актриса, продуцент и психотерапевт.
Носителка е на Оскар през 1947 година за филма „Дъщерята на фермера“. Родителите ѝ се местят в Холивуд, когато тя е на 3 годинки и тя започва да се снима в киното заедно с другите си две сестри още от ранно детство. През 1928 г. променя името си на Лорета.
Лорета Йънг има две звезди на Алеята на славата, една за кино, и една за телевизия.

## Избрана филмография
| Година | Филм                | Оригинално заглавие   | Роля           | Режисьор     |
| ------ | ------------------- | --------------------- | -------------- | ------------ |
| 1956   | Дъщерята на фермера | The Farmer's Daughter | Кейти Холстром | Ейч Си Потър |